# Curcuma glans
Curcuma glans là một loài thực vật có hoa trong họ Gừng. Loài này được Kai Larsen và John Donald Mood mô tả khoa học đầu tiên năm 2001. Mẫu vật định danh thu thập ở cao độ 810 m ven đường 1035 từ Huai Kuan đi Phayao.

## Phân bố
Loài này có tại tỉnh Lampang, miền bắc Thái Lan.